# Veniamin Mișkis
Veniamin Mișkis (în rusă Вениамин Мышкис; n. 1886, Orhei, gubernia Basarabia, Imperiul Rus – d. 1935, Moscova, RSFS Rusă, URSS) a fost un evreu basarabean, economist, pedagog și statistician sovietic. A publicat o serie de lucrări de statistică economică cu privire la Ucraina sovietică.

## Biografie
S-a născut în orașul Orhei din același ținut, gubernia Basarabia (Imperiul Rus), în familia lui Șmil și Bruha Ioil-Herș Mișkis. A studiat la heder și la o ieșiva hasidică împreună cu viitorul scriitor, poet și traducător israelian Ițhak Spivak. A locuit la Chișinău, iar după revoluție la Harkov. În 1921, a devenit adjunct al conducătorului Oficiului Central de Statistică al RSS Ucrainene.
A fost șef al Departamentului de Statistică Economică la Institutul de Economie Națională (Gosplan) din Ucraina. A fost membru al Comisiei de planificare statistică din Ucraina la Departamentul Central de Statistică al RSS Ucrainene (1925). A lucrat în revista Хозяйство Украины („Economia Ucrainei”).